# 無線電鈕

Microsoft Windows上使用傳統配色的無線電鈕例子，括號內的為快速鍵

無線電鈕（英語：Radio button），又叫單選鈕、单选框或選項按鈕，是圖形用戶界面上的一種控件。它容許用戶在一組選項中選擇其中一個。無線電鈕的外觀一般是一個空白的圓洞。而在它的旁邊則通常有一個文字的標籤。它的用途除了描述之外，還可用於選擇該選擇：當用戶按下標籤，就會選取對應應的無線電鈕。已選上的無線電鈕一般會在圓洞內加上一小圓點。
另外為了加強可親性（accessibility），無線電鈕可以對應上一個快速鍵（access key），使用者可使用鍵盤上的按鍵來選擇所應的無線電鈕。一般來說，標籤上的快速鍵會用底線標示，例如代表A為快速鍵。而當快速鍵沒有在標籤內出現，便會用括號表示，例如「啟用(A)」。
無線電鈕一旦選上，除了選擇另一個選項之外，便沒法取消。所以有時在一些用戶介面上會有空白的選擇、重置或預設按鈕。
當選項很多時，單選下拉式選單可能比較適合，因為它所占用的畫面空間比無線電鈕來得要少。

## 名稱由來
「無線電鈕」的名稱來自於舊式收音機上的實體按鈕，當其中一個按鈕被按下時，其他按鈕會彈出，被按下的按鈕成為唯一「按下」的位置。